# 葛羅芬戴爾
在英國作家托爾金的奇幻小說裡，葛羅芬戴爾（Glorfindel）是一名諾多族精靈。
這個角色及他的名字（Glor+findel 「金髮」）有很悠久的歷史，可追溯到1916至1917年版本的《圖爾與貢多林的陷落》裡。
人如其名，葛羅芬戴爾擁有一頭金髮，諾多族的皇室貴族（芬威家族），包括茵迪絲及芬威的後裔、如費納芬及凱蘭崔爾等都擁有金髮，但並不包括擁有凡雅族血統的葛羅芬戴爾家庭成員，如葛羅芬戴爾的母親（這可說明葛羅芬戴爾帶有諾多族血統）。凡雅族及諾多族的家族成員都居住在維林諾山丘圖納之上的提理安，因此部分諾多族精靈和凡雅族精靈通婚，兩族漸趨融合。
雖然托爾金沒有明言，但葛羅芬戴爾應是皇室成員，可能與芬威的女兒們、阿納爾瑞、埃蘭薇有血統關係。

## 生平

### 第一紀元的英雄

金花家族的紋章。

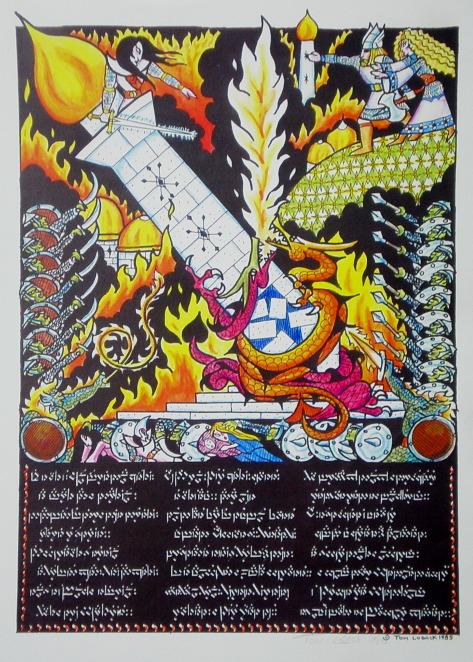
貢多林陷落時特剛高塔的倒塌。

葛羅芬戴爾在《圖爾與貢多林的陷落》裡首度登場，在說明圖爾、伊綴爾及埃蘭迪爾逃亡和第一紀元多個城市陷落時，葛羅芬戴爾的角色甚為顯著。葛羅芬戴爾是金花家族的首領，並且是特剛旗下的主要將領，在貢多林受到眾多精靈的愛戴。當魔苟斯的部隊入侵他的家園時，葛羅芬戴爾帶領部下從側翼突襲敵人，擊散敵人的陣形，葛羅芬戴爾的部隊也損傷慘重，特剛命塔爾拉根德（Talagand）領豎琴家族前往救援。塔爾拉根德卻效忠梅格林，他沒有執行特剛的任務，反而將他的親信調動到城的另一面以求自保，葛羅芬戴爾敗潰，倖存者逃到貢多林附近的環抱山脈，來到索隆阿赫裂口，「大鷹的裂口」，他們在這裡遭到半獸人伏擊，由一只炎魔帶領，葛羅芬戴爾在巨石山巔上與炎魔決鬥。對於這場決鬥，旁人只感到非常恐怖，葛羅芬戴爾竭力抵擋住，讓婦女和小孩逃出山脈。葛羅芬戴爾將那炎魔揮鞭的手臂砍下來，葛羅芬戴爾即將取勝之際，炎魔奮力抓著葛羅芬戴爾露出頭盔的金髮，雙雙摔落深淵。兩者墜下途中，葛羅芬戴爾以一口匕首刺進炎魔的腹部，予以致命一擊。巨鷹看到索隆阿赫裂口所發生的事情，於是從高空猛撲下來，襲擊半獸人，讓難民逃脫。索隆多從深淵處帶回葛羅芬戴爾的遺體，巨鷹們以石頭堆成一座墳塚，將葛羅芬戴爾埋葬，其後，他的墳上竟長出青草及白罂花 （Celandine）。此後，當精靈看到非凡的戰鬥技巧及勇氣時，便會說：「啊！那是葛羅芬戴爾和炎魔之戰！」以紀念葛羅芬戴爾的英勇。

### 復活與重返
葛羅芬戴爾在維林諾花費數百年的時間重塑形體，他希望能返回中土大陸。基於他救助了埃蘭迪爾及協助完成了力量之戒的設計，維拉遂批准了，他在第二紀元中（約1600年，巴拉多被建立，索倫鑄造至尊魔戒，那時努曼諾爾仍和精靈交好）離開海外仙境，以努曼諾爾人的船隻返回中土大陸。
維拉期望，以葛羅芬戴爾的無私的犠牲精神、重生的化身及神聖的力量，能幫助吉爾加拉德及愛隆對抗新的黑暗魔君。

### 第三紀元的英雄
在第三紀元，葛羅芬戴爾重新露面，他領導瑞文戴爾、灰港岸及羅斯洛立安的精靈參與佛諾斯特戰役（Battle of Fornost），與領導剛鐸軍隊及亞爾諾殘軍的埃阿努爾並肩作戰。戒靈之首安格馬巫王親身騎馬出戰，埃阿努爾的座騎恐懼得掉頭就跑，安格馬巫王嘲笑他。葛羅芬戴爾從容地面對安格馬巫王，安格馬巫王感到他的強大，逃進夜色之中。埃阿努爾欲追擊安格馬巫王，葛羅芬戴爾阻止了他，並說出了他的預言。
在《魔戒首部曲：魔戒再現》有述，愛隆派遣葛羅芬戴爾協助佛羅多到達瑞文戴爾，他讓佛羅多騎上他的座騎阿斯法洛斯（Asfaloth），佛羅多一騎當先衝向布南河渡口，並挑釁追擊的戒靈。佛羅多幾乎被捕，但葛羅芬戴爾、亞拉岡及其他哈比人從後趕來，甘道夫及愛隆吟唱咒語，以布南河的河水掩沒戒靈，葛羅芬戴爾展示了他在憤怒時的強大力量，佛羅多只看到葛羅芬戴爾渾身籠罩在白光當中。後來，佛羅多問及瑞文戴爾是否安全時，甘道夫答道：
瑞文戴爾依舊駐守着他最害怕的敵人：精靈智者，從最遠古的海對岸一脈相承下来的精靈貴族。他們並不害怕戒靈；因為曾經居住過海外仙境的人同時行走於人間界和幽界，能夠對付肉眼看得見或隱形的生物。
甘道夫說，葛羅芬戴爾是其中一人，還稱他為「萬物嫡傳之子」、「貴族家庭中的精靈貴族」。佛羅多在愛隆的家裡受到精靈款待，他發現甘道夫所說的是事實：
佛羅多驚奇地看著他們；因為他之前從來沒有看過在許多傳說中現身的愛隆；而葛羅芬戴爾，甚至是連他以為自己早已熟識的甘道夫，都跟著散發出讓人無法逼視的尊貴氣魄來……葛羅芬戴爾高大强壮，他擁有一頭金發，英俊的五官毫無懼色，充滿了歡欣之情。他的雙眼精光逼人，話聲如同音樂一樣悅耳；旁人都看得出他胸懷智慧，手握權柄。

### 原本的構思
在愛隆會議的早期稿文裡可發現，魔戒遠征隊的成員與現今版本有重大的分別。魔戒遠征隊的成員原是佛羅多、甘道夫、亞拉岡、葛羅芬戴爾、巴林之子都靈（後來改為葛羅音之子金靂）、山姆、梅里、皮聘及小胖。波羅莫及勒苟拉斯在後來才出現。（詳見《黑影重臨》）
在後期的版本，勒苟拉斯取代了葛羅芬戴爾，但托爾金並沒有剝削賦予給葛羅芬戴爾的力量。在愛隆的大廳裡，葛羅芬戴爾坐在愛隆旁邊，顯示出他崇高的地位。他是其中一位少數瑞文戴爾精靈強大得可無懼戒靈，被派出接應佛羅多。葛羅芬戴爾是當中最強的一位，他在狂吼河橋上單槍匹馬抵擋部分戒靈的追擊。葛羅芬戴爾的強大非常聞名。甘道夫曾以葛羅芬戴爾為例說明摧毀至尊魔戒任務的困難。當愛隆欲選出餘下兩名魔戒遠征隊成員時，甘道夫支持梅里及皮聘加入，甘道夫說：
愛隆，我認為，在這件事情上面你應該讓他們的友誼勝過你的睿智。即使你選擇像是葛羅芬戴爾這樣的精靈貴族，他也不可能直殺到邪黑塔中，或者是靠著他的力量打開通往末日裂隙的道路。

### 葛羅芬戴爾的預言
葛羅芬戴爾是唯一一個對安格馬巫王作出預言的人，他的預言是：「他的末日還未到，沒有任何男子能擊倒他。」這預言是在佛諾斯特戰役期間所說的。到第三紀元3019年，這預言應驗了，在帕蘭諾平原戰役，梅里及伊歐玟合力殺死安格馬巫王。梅里是男性，但他是哈比人（雖然哈比人很可能是人類的分支），而伊歐玟是女子，不是男子。是以，那預言所指的「男子」是人類男性，而不是單指性別。還有，給予安格馬巫王致命一擊的不是梅里，而是伊歐玟，伊歐玟刺透了安格馬巫王黯黑的臉孔。葛羅芬戴爾的預言是對的。

## 二人合一的構思
極少的精靈會從曼督斯的廳堂返回中土大陸，其實這並不是托爾金有意的。在《中土世界的歷史》裡，克里斯托夫·托爾金表示，在《魔戒》出版後，他的父親「在想葛羅芬戴爾的事情」，托爾金認為葛羅芬戴爾是《精靈寶鑽》裡較少用的名字，可能已經被刪改。
托爾金在寫稿時有刪改角色名字的習慣，在早期版本的愛隆會議裡有敍述「葛羅芬戴爾談及貢多林的祖先」的部分，托爾金並沒有意識到葛羅芬戴爾早已死去。不過，既然這個名字已被使用，當中必須要一些解釋。托爾金便想出了一個解決辦法，這發表在托爾金最後的著作裡，他整理出葛羅芬戴爾的故事，可見於《中土世界的人民》。葛羅芬戴爾在第二紀元被維拉遣回中土大陸，作為埃斯塔力（Istari）的先行者，一些版本則說葛羅芬戴爾與埃斯塔力同行。葛羅芬戴爾也曾被考慮成為埃斯塔力的一員，但馬上就否決了，因為精靈不會被構思為巫師，巫師只可以是邁雅。有關巫師的故事可見於《未完成的故事》，他們是歐羅米旗下的邁雅。

## 改編描述

### 電影改編
在各個電影版本的《魔戒》裡，葛羅芬戴爾的角色並不顯著。
1978年的動畫版《魔戒》，他的角色由勒苟拉斯取代。
在彼得·傑克遜執導的電影《魔戒首部曲：魔戒再現》裡，葛羅芬戴爾的角色由亞玟取代，亞玟親自將佛羅多帶到渡口，並以咒語牽動洪水阻擋戒靈，這在小說中並不存在。在《魔戒三部曲：王者再臨》，有一些金髮的精靈隨著愛隆出現在米那斯提力斯的亞拉岡加冕禮上，其中一人是葛羅芬戴爾，由雅爾·班宗（Jarl Benzon）飾演。

### 其他媒體
一些藝術家繪製的插畫作品中描繪了葛羅芬戴爾的形象，包括Jenny Dolfen和約翰·豪威。
在電影《絕地救援》中，美國太空總署署長泰迪·山德斯要求將討論營救太空人馬克·瓦特尼的秘密會議命名為「葛羅芬戴爾」。